# Otto Huseklepp
Otto Huseklepp (2 aprilie 1892 – 31 iulie 1964) a fost un politician norvegian aparținând Partidului Liberal.
El s-a născut în Guddalen.
A servit ca deputat al Parlamentului Norvegian din Sogn og Fjordane în timpul mandatelor 1945–1949 și 1950–1953. A fost de asemenea un membru al consiliului municipal din Førde.